# Manakau (Nouvelle-Zélande)
Manakau est une localité du sud de la région de Manawatu-Wanganui, située dans l’Île du Nord de la Nouvelle-Zélande.

## Situation
Elle est localisée entre les villes de Levin et celle d ’ Otaki,